# System 23
« Gorgon » redirige ici.  Pour le saint, voir Gorgon (saint).

Logo du système Gorgon

Le System 23 est un système de jeux vidéo pour borne d'arcade compatible JAMMA destiné aux salles d'arcade, créé par la société japonaise Namco en 1997.

## Description
Successeur du System 22, c'est aussi le dernier système d'arcade créé et fabriqué en interne, par la société Namco : les systèmes suivants de Namco sont basés sur du hardware de consoles de jeux déjà existantes, comme le System 246 et la PlayStation 2. Le System 23 est également appelé Namco System 23.
Le System 23 est né sous l'appellation Gorgon, mais est également appelé System 22.5 car il succède au System 22 et précède le System 23 qui sera construit sur une base matérielle similaire,,. Cette première mouture va être la base du futur System 23 de Namco. Son évolution va conduire Namco à créer plusieurs révisions. Les modifications consistent principalement dans l'augmentation des fréquences processeurs. Le nom Gorgon vient probablement des gorgones (gorgon en anglais), une créature mythologique possédant des serpents en lieu et place des cheveux ; on peut voir notamment sur l'écran de démarrage du système  écrit « GORgON », le g minuscule représentant un petit serpent.
Le Gorgon est composé d'un MIPS R4650 (RISC) cadencé à 133 MHz en tant que cpu central. Le son est géré par un Hitachi H8/3002 et une Namco Custom C352 en soundchip. C'est exactement le même dispositif sonore que sur le dernier système Namco en date à l'époque, le System 12. Une I/O Board basée sur une puce Namco Custom C78, elle-même basée sur un Hitachi/Renesas H8/3334 modifié, est une version 8-bit du H8/3002 16-bit, qui communique avec le H8/3002.
Le System 23 possède un R4650 cadencé à 133 MHz ainsi que des modifications du matériel graphique encore inconnues. Le System 23 a connu plusieurs révisions.
Le Super System 23  possède un R4650 cadencé à 166 MHz, utilise une I/O Board différente, elle est composée d'une puce PIC16Cxx. 
Le Super System 23 “G-Men” (Gunmen Wars) possède en plus une carte réseau contrôlée par un Hitachi SH-2.
Le Super System 23 Evolution 2 intègre un R4650 cadencé à 200 MHz. Ces deux dernières évolutions embarquaient notamment un amplificateur de basse dans leurs bornes d'arcade.

## Spécifications techniques
- Processeur central : MIPS R4650 (Architecture MIPS) 64-bit RISC à 133 MHz (Gorgon et System 23), 166 MHz (Super System 23), 200 MHz (Super System 23 Evolution 2)
- Processeur sonore : Hitachi H8/3002
- Puce sonore : Namco custom C352
- I/O Board : Namco custom C78 (Hitachi H8/3334 basé sur Gorgon et System 23, PIC16Cxx basé sur Super System 23)
- Supplémentaires I/O Board: (Hitachi SH-2 sur les jeux de Super System 23 GMEN)
- Graphismes: Namco custom hardware :
  - Texture mapping
  - Trilinear filtering
  - Micro texturing
  - Specular reflection
  - Gouraud shading
  - Flat shading
  - Anti-aliasing
  - Alpha blending
- Couleurs : 16,7 millions en 24/32 bits

## Liste des jeux
| Titre           | Développeur | Éditeur | Système                      | Genre             | Année |
| --------------- | ----------- | ------- | ---------------------------- | ----------------- | ----- |
| 500GP           | Namco       | Namco   | Super System 23              | Course : moto     | 1998  |
| Angler King     | Namco       | Namco   | System 23                    |                   | 1999  |
| Downhill Bikers | Namco       | Namco   | System 23                    | Course : vélo     | 1997  |
| Crisis Zone     | Namco       | Namco   | Super System 23 Evolution 2  | Light gun shooter | 2000  |
| Final Furlong   | Namco       | Namco   | Gorgon                       | Course            | 1997  |
| Final Furlong 2 | Namco       | Namco   | Super System 23 GMEN         | Course            | 1999  |
| Gunmen Wars     | Namco       | Namco   | Super System 23 GMEN         | Light gun shooter | 1998  |
| Guitar Jam      | Namco       | Namco   | Super System 23              |                   | 1999  |
| Motocross Go!   | Namco       | Namco   | System 23                    | Course : moto     | 1997  |
| Panic Park      | Namco       | Namco   | System 23                    | Party game        | 1998  |
| Race On!        | Namco       | Namco   | Super System 23 GMEN         | Course            | 1998  |
| Rapid River     | Namco       | Namco   | Gorgon                       | Sport : Rafting   | 1997  |
| Time Crisis II  | Namco       | Namco   | System 23 et Super System 23 | Light gun shooter | 1997  |